# Mary Gray Peck
Pour les articles homonymes, voir Peck.
 (août 2019).
Si vous disposez d'ouvrages ou d'articles de référence ou si vous connaissez des sites web de qualité traitant du thème abordé ici, merci de compléter l'article en donnant les références utiles à sa vérifiabilité et en les liant à la section « Notes et références ».
Mary Gray Peck (21 octobre 1867 - 11 janvier 1957) est une journaliste, une éducatrice, une suffragette et une activiste de clubs américaine. Elle s'intéresse aux problèmes économiques et liés au monde du travail que rencontraient les femmes et fait des recherches sur les conditions de travail en Europe et aux États-Unis. Née à New York, elle étudie à l'université Elmira (Elmira College), à l'université du Minnesota (University of Minnesota), et à l'université de Cambridge (University of Cambridge) avant de devenir professeure assistante d'anglais à l'université du Minnesota. Plus tard, elle est connue pour les liens qu'elle tisse avec la fédération générale des clubs féminins (General Federation of Women's Clubs), la ligue universitaire pour un suffrage égalitaire (College Equal Suffrage League), l'association américaine pour le suffrage des femmes (National American Woman Suffrage Association), la ligue syndicale féminine du commerce (Women's Trade Union League), le parti pour le suffrage des femmes (Woman Suffrage Party), et avec l'association de la langue moderne (Modern Language Association). Peck est déléguée à la sixième conférence de l'alliance internationale pour le suffrage des femmes qui se tient à Stockholm en 1911.

## Jeunesse et éducation
Mary Gray Peck naît à Seneca Castle, dans le comté d'Ontario (Ontario County) dans l'État de New York le 21 octobre 1867. Elle est la fille de Henry J. Peck et de Mary Diantha Peck née Gray. Peck est diplômée de l'université Elmira (Elmira College), où elle est membre du chapitre Kappa de Gamma Phi Beta. Elle y obtient une licence en 1889. Elle fait des missions de recherche dans le cadre d'un parcours post-universitaire en philologie à l'université du Minnesota. À l'université de Cambridge, en Angleterre, elle fait des travaux de recherche sur le vieil anglais et sur l'anglais moyen dans le cadre de ses études.

## Carrière
Peck est professeure assistante d'anglais à l'université du Minnesota pendant huit ans. Elle démissionne en 1909 pour se consacrer au militantisme pour le vote des femmes et pour exercer le métier de journaliste. Elle est présidente du sous-comité sur le théâtre au sein du comité sur la littérature et pour l'agrandissement des bibliothèques lui même une branche de la fédération générale des clubs féminins (General Federation of Women's Clubs). Elle est l'une des membres fondatrices de la Ligue universitaire pour un suffrage égalitaire (College Equal Suffrage League) de l'université du Minnesota. Peck est première secrétaire au quartier général de l'association américaine pour le vote des femmes (National American Woman Suffrage Association) à New York en 1909-1910. Elle est la représentante de la ligue syndicale féminine du commerce (Women's Trade Union League) à la sixième conférence de l'alliance internationale pour le suffrage des femmes à Stockholm en 1911. Elle est la présidente de la section presse de l'association féminine de l'Ohio pour le suffrage (Ohio Woman Suffrage Association) pendant la campagne de 1912 qui vise à l'adoption dans la constitution d'un nouvel amendement qui aurait garanti le droit de vote pour les femmes.
Peck est la correspondante du  Boston Evening Transcript et d'autres journaux au Congrès international pour le vote des femmes de 1911. Sous cette étiquette de journaliste, elle écrit des articles de recherche, des reportages d'investigation ainsi que des œuvres de fiction et des poèmes pour diverses revues universitaires et professionnelles, pour des magazines et pour des journaux. Sa conception de la religion est construite sur la tolérance et valorise une quête spirituelle individuelle et donc un certain détachement par rapport aux dogmes.
Elle est membre de divers autres groupes et clubs comme la sororité Gamma Phi Beta, la ligue nationale féminine syndicale du commerce (National Women's Trade Union League), le parti pour le suffrage féminin (Woman Suffrage Party), le club pour l'égalité politique de Genève, le club féminin de Chicago (Chicago Women‘s City Club), l'association américaine pour le suffrage féminin (American Woman Suffrage Association), l'association de la langue moderne (Modern Language Association), l'association des diplômés de l'université du Minnesota (University of Minnesota Alumna Association) et la ligue américaine de théâtre (Drama League of America).
Peck meurt le 11 janvier 1957 à Jenkintown en Pennsylvanie dans la maison de sa nièce, madame James F. Koehler. Elle habite là depuis 1953. Elle est enterrée au cimetière Whitney de la ville de Seneca.

## Œuvres remarquables
- Germelshausen, drame en quatre actes par M.G. Peck, Carl Schlenker, Frances B. Potter, 1904
- The rise of the woman suffrage party, 1911
- Outline study course in modern drama beginning with the 19th century, 1912
- Women in the making of America, 1940
- Carrie Chapman Catt: a biography, 1944